# Musca mactans
Musca mactans este o specie de muște din genul Musca, familia Muscidae. A fost descrisă pentru prima dată de Fabricius în anul 1787.
Este endemică în French Guiana. Conform Catalogue of Life specia Musca mactans nu are subspecii cunoscute.